# أحمد خضير الناصري
الشيخ أحمد خضير محمود الناصري (1950-2003) هو داعية وفقيه وإمام وخطيب مسلم عراقي.

## ولادته وحياته
ولد الشيخ أحمد الناصري في قضاء بيجي في محافظة صلاح الدين سنة 1950م، ونشأ وتعلم في مدارسها، ونال شهادة بكالوريوس في اللغة الإنجليزية من الجامعة المستنصرية ببغداد، وحصل على العديد من الإجازات العلمية في العلوم النقلية والعقلية على يد علماء بغداد، كما نال الإجازة في حفظ القرآن الكريم.
وبعد تخرجهِ من الجامعة انتقل إلى بغداد وأستقر في منطقة الوزيرية واشتغل فترة في التعليم، وعمل في قسم الإرشاد الإسلامي، وعمل مديراً في دائرة صندوق الزكاة في وزارة الأوقاف والشؤون الدينية منذ عام 1981 حتى وفاته عام 2003، كما شغل منصب الإمامة والخطابة في عدة مساجد ومنها جامع (السبع أبكار) في الأعظمية لعدة سنوات، ولهُ القليل من البحوث والمؤلفات المطبوعة والمخطوطة في الدعوة والارشاد. وأشرف على حملة تحفيظ القرآن للسجناء وساهم في إطلاق سراح العديد من المعتقلين في العراق ضمن حملة تحفيظ القرآن، وساهم في توزيع الزكاة والصدقات على العوائل المتعففة، وأشرف على بناء عدة مساجد ومنها مسجداً بناه على نفقته الخاصة في مدينة البصرة.
وهو ينتمي إلى أسرة عربية من عشيرة البوناصر وتزوج مرتين ولهُ تسعة أولاد.

## من مؤلفاته
كتب أحمد الناصري بعض المقالات في الصحف والمجلات العراقية ومنها مجلة الرسالة الإسلامية التابعة لوزارة الأوقاف العامة، كما لهُ بعض المؤلفات المطبوعة ومنها:
- التدخين في نظر أهل الطب والدين - 1989.[2]
- روضة المحبين في الصلاة والسلام على سيد المرسلين - طبع مرتين في دار الحرية للطباعة ببغداد سنة 1988، وسنة 2000.[3]

## وفاته
اغتيل بأطلاق النار عليهِ من قبل جماعة مسلحين في البصرة، في يوم 16 ربيع الثاني 1424 هـ/17 حزيران 2003م، وكان مقتلهِ بعد سفرهِ من بغداد إلى البصرة لأجل معرفة سبب الاستيلاء على بيتهِ والمسجد الذي بناه في البصرة، حيث استولت عليهِ مجموعة من أفراد العصابات الاجرامية بعد الغزو الأمريكي للعراق عام 2003.